# Otava (flod)
Otava (tysk Wottawa) er en flod i det vestlige og sydlige Bøhmen i Tjekkiet. Den er en venstre biflod til Vltava-floden. Den er 112 km lang, og dens afvandingsområde er omkring 3.840 km2, hvoraf 3.827 km2 er i Tjekkiet. Floden løber gennem flere byer, herunder Sušice, Strakonice og Písek. Flodens navn er af keltisk oprindelse. Det er en populær flod til vandsport. Den historiske region Prachenskos lokale dialekt bruger også navnet "Wotāva".